# Tesseract (logiciel)
Pour les articles homonymes, voir Tesseract (homonymie).
 (septembre 2023).
Si vous disposez d'ouvrages ou d'articles de référence ou si vous connaissez des sites web de qualité traitant du thème abordé ici, merci de compléter l'article en donnant les références utiles à sa vérifiabilité et en les liant à la section « Notes et références ».
Tesseract est un logiciel libre de reconnaissance optique de caractères sous licence Apache.

## Histoire
Conçu par les ingénieurs de Hewlett Packard de 1985 à 1995, son développement est abandonné pendant les dix années suivantes.
En 2005, les sources du logiciel sont publiées sous licence Apache et Google poursuit son développement. Initialement limité aux caractères ASCII, il reconnaît les caractères UTF-8 dans plus de 100 langues.